# Coll de Sarradé
El Coll de Sarradé és una collada que es troba en el terme municipal de la Vall de Boí, a la comarca de l'Alta Ribagorça, i dins del Parc Nacional d'Aigüestortes i Estany de Sant Maurici.

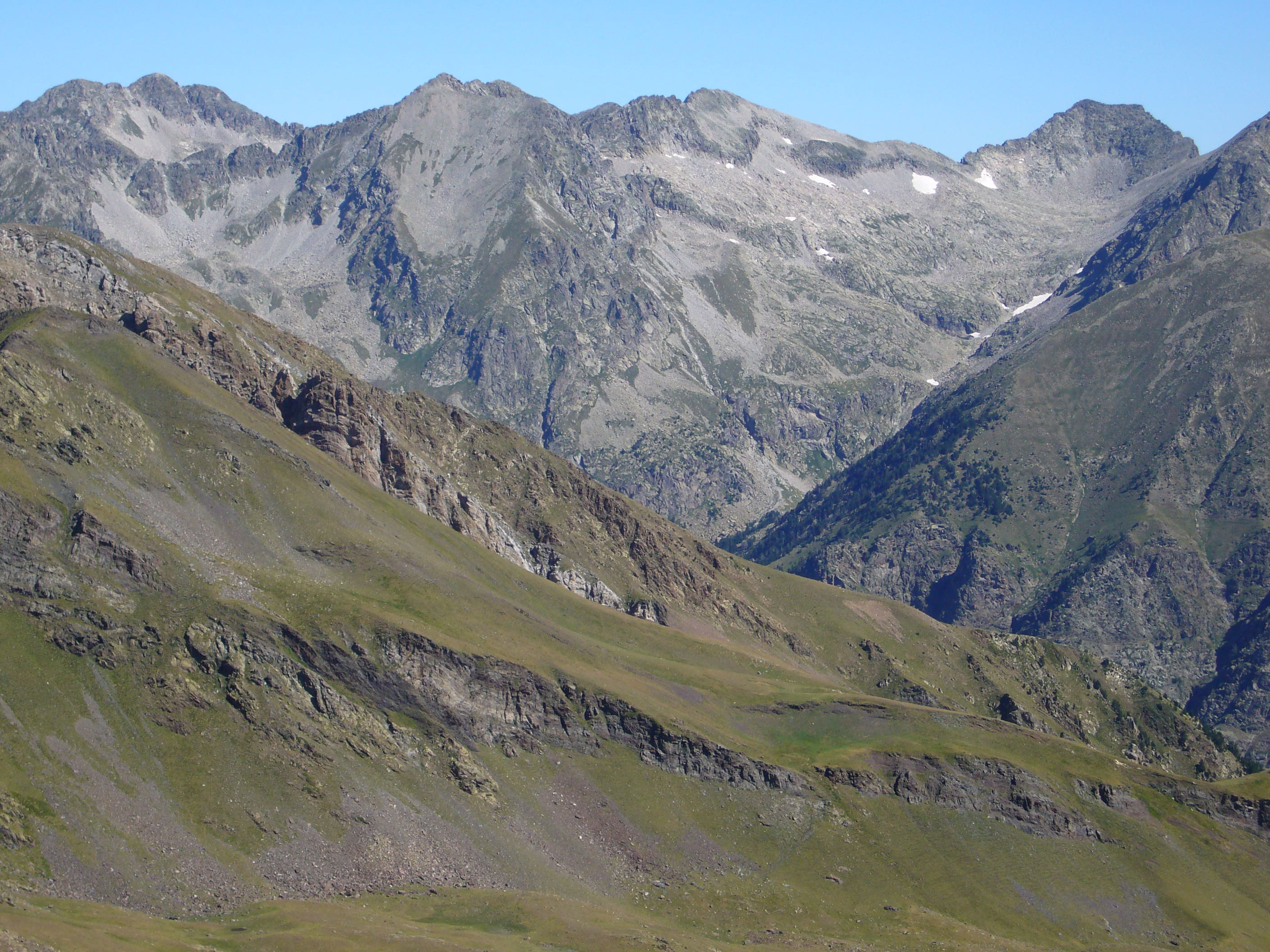
(Imatge amb anotacions)

«El nom prové del basc "Sarra-toi" (zarra significa "escòria", i també "arranque en el arrastre de bloques del río", o "arena gruesa del río", i -toi, sufix que indica abundància)».
El coll està situat a 2.812,2 metres d'altitud, entre el Pic de Contraix al nord-nord-oest i el Pic de Sarradé al sud-sud-est; comunica la Vall de Sarradé (O) i la Vall de Contraix (E).

## Rutes[3]
Dues de les més habituals són:
- Remuntant la Vall de Contraix per atacar-lo des de l'extrem meridional de l'Estany de Contraix.
- Resseguint el tàlveg de Vall de Sarradé fins al coll.
- En cas de crestejar: davallant des del Pic de Contraix.